# Sirault
Pour les articles ayant des titres homophones, voir Siro, Sirot et Sirop.
Sirault est une section de la ville belge de Saint-Ghislain située en Région wallonne dans la province de Hainaut. Cette ancienne commune agricole était une commune à part entière avant la fusion de communes.

## Toponymie
Sirault est attesté sous les formes [in] Securiaco en 821, Securiacum en 847, Securiacus en 899, Sirau en 1112, Syrau en 1122, Sirau à la fin du XIIe siècle. Dans les Acta sanctorum Belgii qui datent du IXe siècle, il est écrit Saltus Cerasae.
Au XIXe siècle, A. G. Chotin voyait dans Sirault un Serra Alta « haute colline » (en référence à la colline du Happart qui domine la région à 99,5 m du niveau de la mer), or les formes anciennes s'opposent à cette interprétation, en outre, Serra Alta est un type toponymique de l'Europe du Sud qui n'existe pas dans la toponymie de la Belgique et du nord de la France.
Quant à la forme Saltus Cerasae « bois aux cerisiers », c'est une latinisation fantaisiste, car elle contredit intégralement les autres formes anciennes, de plus, le terme de latin classique cerasium « cerise », n'a jamais été utilisé en gallo-roman qui ne connaît que *cerĕsia > cerise.
Albert Carnoy considère qu'il s'agit d'un nom de lieu gallo-roman composé du latin securus > sûr et du suffixe d'origine gauloise -(i)acum de localisation et de propriété, d'où le sens global de « lieu, endroit sûr ».
Maurits Gysseling pour sa part, penche pour le nom de personne gallo-romain bien attesté Sēcūrus, suivi du même suffixe -iacum, d'où le sens global de « propriété de Sēcūrus ».

## Géographie
Sirault est situé à 13 km à vol d'oiseau au nord-ouest de Mons, à 6,5 km au nord de Saint-Ghislain et à 11 km au sud-ouest de Lens. Cette commune fait partie de la province de Hainaut, de l'arrondissement administratif et judiciaire de Mons et relève du diocèse de Tournai.
Sirault se situe au cœur d'une région au relief relativement peu accentué (comparativement aux communes limitrophes). Il se présente cependant des ondulations importantes passant de 95 m à l'ouest de la prévôté à 99,5 m au Happart. On note aussi une différence de plus de 30 m de niveau entre le seuil de l'église (à la cote de 68,75 m) et le sommet du Happart.

### Communes fusionnées de l'entité de Saint-Ghislain
Saint-Ghislain, Baudour, Hautrage, Neufmaison, Sirault, Tertre, Villerot.

## Évolution démographique
- Sources : INS, Rem. : 1831 jusqu'en 1970 = recensements, 1976 = nombre d'habitants au 31 décembre.

## Histoire
Sirault était déjà connu des Romains qui découvrirent la terre glaise en construisant les embranchements des grands axes Condé-Chièvres et Bavay-Gand. On y mit au jour des tombes, des monnaies, des urnes, ainsi que la fameuse « tergulaë », tuile rectangulaire.
Les Romains créèrent la première pannerie à Sirault. En 822, l´empereur Louis le Pieux donnait pour le monastère Saint-Amand près Valenciennes (France, Dep. Nord) des biens à "Securiaco" (Regesta Imperii I, no. 757). 

## Maires et Bourgmestres avant la fusion des communes
Les Maires (régime français)
- Berland Gabriel, premier maire connu, en l'an 12 de la République française, et Dehoux son adjoint.
- Lepoivre Joseph, fut maire de Sirault le 2 nivôse an 13 (23 décembre 1804).

Les bourgmestres (indépendance belge)
- Lepoivre Jean-Baptiste, propriétaire du Petit-Forest, qui le devient de 1819 à 1842.
- Demelin-Zoude Maximilien, lui succéda de 1843 à 1848.
- Lepoivre Jean-Baptiste, de 1849 à 1860. Il meurt le 2 mars 1864, âgé de 81 ans.
- Demelin-Zoude Maximilien, de 1861 et jusqu'à sa mort en 1866.
- Hubert de Salmont Fortuné, de 1867 à 1878.
- Coulon Pierre-Alexis, de 1879 à 1898.
- Bourdiaud'huy Adolphe, de 1899 à 1905.
- Guerit Victor, de 1906 à 1914.

- Degand Louis, de novembre 1914 à avril 1915 et de juin 1915 à 1918.
- Cauchies Edmond, mai 1915.
- Durieu Edmond, de 1921 à 1934.
- Lenfant Edmond, de 1935 à 1938.
- Saudoyez Victor, de 1939 à 1941.
- Dramaix Michel, a fait les fonctions de 1942 à 1944.
- Cornez Victor, a été le dernier bourgmestre de Sirault.

## Patrimoine et culture

### Patrimoine architectural
- Imposant calvaire néogothique.
- Ancien moulin à papier.

## Économie

### Agriculture
Le village comptait aux XVIIe et XVIIIe siècles de nombreuses fermes importantes.
Le XXe siècle a vu s'y étendre la culture des céréales, aux dépens d'autres productions (colza, sarrasin, houblon - disparu avant 1940 -, pois) ; citons encore la pomme de terre (depuis le XVIIIe siècle), la betterave (culture plus récente), le lin, le pavot, la camomille.

### Industrie
Depuis l'époque romaine sans doute, les tuileries (36 à la fin du XIXe siècle) produisant la panne de Sirault, remarquable par sa sobriété (simple ondulation permettant le recouvrement sans emboîtement), établies pour la plupart à proximité des bancs d'argile, et les poteries (maximum atteint : huit poteries de terre) y constituèrent des foyers d'activité jusqu'à la Seconde Guerre Mondiale. En 1907-1908, une usine moderne fut implantée, mais, en raison des difficultés d'exportation, elle connut une décadence rapide et ferma ses portes après quelques années d'activité seulement.
Le sous-sol du village se révéla riche en minéraux divers (sables, grès, argiles, schistes, calcaires, fer, plomb, etc.), mais sous forme de gisements le plus souvent trop limités pour être rentables.

#### Exploitation du charbon
Sirault posséda aussi un charbonnage, aux confins d'Hautrage, exploité au XVIIIe siècle, mais sans grand intérêt, en raison de la faible étendue de la concession, du caractère sulfureux de la houille et de l'exiguïté des couches : l'extraction fut arrêtée en 1868 et la déchéance de la société exploitante prononcée en 1924.
Sirault n'a jamais été considéré comme un village du borinage du fait de sa situation géographique et de son côté agricole.

#### Carrière
La carrière de calcaire carbonifère du Cavin a également fermé ses portes.

## Sports et vie associative

### Sports
- TC Moulin à Papier.
- TC Sirault.
- Sirault, club de balle pelote.
- Corpo Sirault, club de football amateur (division corporative).
- RC Saint-Ghislain, club de rugby (Régionale 1).
- Karaté : Club 31.

## Personnages célèbres
- Maurice Loiselet, connu sous le nom de « Maurice de Sirault ». Né à Sirault, le 11 juin 1875, ce jeune homme d’une force herculéenne fut plus connu par ses contemporains sous le sobriquet Maurice « du boucher ». Montrant des dispositions remarquables pour la balle pelote, il fit preuve d’une force de frappe extraordinaire.
- Alice Dutoit, plus connue sous son nom d'artiste Alice on the Roof, est une chanteuse belge née le 23 janvier 1995 à Sirault.